# 肯尼斯·雷克斯雷斯
肯尼斯·雷克斯雷斯（Kenneth Rexroth，1905年12月22日—1982年6月6日），另外有一個中文名為王紅公，是一位美國詩人、翻譯家與評論員。他是最早開始接觸俳句等日本傳統文學的美國作家之一，也是「舊金山文藝復興運動」的主要領導者。肯尼斯與第三任妻子瑪瑟·拉森（Marthe Larsen）育有兩個女兒，分別是瑪麗·雷克斯雷斯（後改名為瑪麗安娜·雷克斯雷斯（Mariana Rexroth））與凱薩琳·雷克斯雷斯（Katharine Rexroth）。

## 早年
肯尼斯·雷克斯雷斯在1905年12月22日於印第安納州南本德市出生，父親查理斯·雷克斯雷斯是一位藥品推銷員。肯尼斯的童年受到父親酗酒的惡習與母親迪莉婭·瑞德長年慢性病陰影的笼罩。他的母親最終在1916年時病逝，而父親亦在兩年後去世。在這之後他到芝加哥與他的阿姨同住，並就讀於芝加哥藝術學院。
肯尼斯青少年時期曾當過蘇打水服務生。1923年至1924年期間他因工作的酒吧老闆有從事非法性工作行業的嫌疑而連帶被收押在老舊的監獄裡，直到他的法定監護人將他保釋出去為止。

## 影響
肯尼斯·雷克斯雷斯是30年代至60年代旧金山湾区诗歌的主要人物，对当地艺术文化和社会反文化的发展产生了重大影响。上世纪40年代和50年代的湾区诗歌基本上是肯尼斯·雷克斯雷斯和罗伯特·邓肯（Robert Duncan）、威廉·埃弗森（William Everson）、菲利普·拉曼迪亚（Philip Lamantia）、杰克·斯派塞（Jack Spicer）、鲍勃·考夫曼（Bob Kaufman）、劳伦斯·弗林盖蒂创造，肯尼斯·雷克斯雷斯的中心地位得到了普遍认可。